# Watson Twins
Die Watson Twins sind ein US-amerikanisches Duo, das eine Mischung aus Alternative Country und Folk spielt.

## Geschichte
Die Zwillinge Chandra und Leigh Watson wurden am 28. März 1975 in Louisville, Kentucky, geboren, wo sie auch aufwuchsen. Bereits als Kinder begannen sie, zu singen und nachdem sie beide die University of Evansville besuchten, zogen sie 1998 nach Silver Lake, in Los Angeles. Sie hofften, in LA eine Karriere im professionellen Musikgeschäft beginnen zu können und sangen zunächst für die regional populäre Band Slydell als Hintergrundchor. Schnell machten die Watson Twins sich in der lokalen Musikszene einen Namen und traten mit anderen Bands wie Orphan Train und Rilo Kiley auf. In dieser Zeit entstanden auch ihre ersten eigenen Songs sowie Soloauftritte unter dem Namen Black Swan.
Als Jenny Lewis, Sängerin der Band Rilo Kiley, die Watson Twins 2006 für ihr Album Rabbit Fur Coat engagierte, erhöhte sich die Popularität der Zwillinge enorm. Für das von Kritikern gelobte Album nahm das Duo erstmals den Namen „Watson Twins“ für professionelle Zwecke an. 2007 wurde, bedingt durch den Erfolg des Albums, die EP Southern Manners herausgegeben, die erste Soloplatte der Watson Twins. Sie wurde nur im Raum Los Angeles und auf Konzerten verkauft.
2008 folgte das erste Album Fire Songs für Vanguard Records, das Platz 45 in den „Top Independent Album Charts“ erreichte. Im Februar 2009 folgte eine zweite EP mit live aufgenommenen Akustikversionen verschiedener Titel. Seit dem Erscheinen ihres Albums touren die Watson Twins in großem Umfang und traten unter anderem mit Billy Bragg, Juliana Hatfield, Nada Surf und weiteren auf.
2010 erschien das zweite Album Talking to You, Talking to Me.

## Diskografie

### EPs
- Southern Manners (2007)
- Live at Fingerprints (2009)

### Alben
- Rabbit Fur Coat (mit Jenny Lewis, 2006)
- Fire Songs (2008)
- Talking to You, Talking to Me (2010)
- Pioneer Lane (2013)